# Albegna
L'Albegna è un fiume dell'Italia centrale che attraversa la provincia di Grosseto, in Maremma.

## Percorso
L'Albegna nasce sulla sponda meridionale del Monte Buceto, rilievo montuoso che costituisce la parte sud-occidentale del cono vulcanico del Monte Amiata assieme ai più settentrionali Monte Aquilaia e Poggio all'Olmo.
Il fiume scende inizialmente a valle in direzione sud, passando prima dall'abitato di Roccalbegna e scorrendo successivamente nella parte occidentale del territorio comunale di Semproniano a valle di Rocchette di Fazio, traversando la Riserva naturale Bosco dei Rocconi. Subito dopo, entra nel comune di Manciano e, nei pressi della località di Saturnia, volta a destra in direzione sud-ovest. Raggiunta la località di Marsiliana, forma la piana dell'Albegna (la più meridionale della Maremma grossetana in continuità più a sud con quella del Fiora).
Il fiume Albegna sfocia nel Mar Tirreno presso la località di Albinia, delimitando a nord il Tombolo della Giannella che unisce il promontorio dell'Argentario alla terraferma.
L'alta valle e il medio corso del fiume Albegna sono stati inseriti tra i siti di interesse comunitario della provincia di Grosseto.

## L'area protetta del Medio Albegna
Il "Medio Albegna" è un sito di interesse regionale, tutelato sia come zona di protezione speciale (ZPS) che proposto come sito di importanza comunitaria (pSIC) (cod.: IT51A0021): è uno dei migliori esempi toscani di esteso tratto fluviale con alveo ampio, greti ghiaiosi con terrazze fluviali, formazioni ripariali autoctone in buono stato di conservazione e scarso condizionamento antropico.
I principali elementi di criticità interni al sito sono:
- Presenza di coltivazioni in aree di competenza fluviale, con rettifiche dell'alveo, realizzazione di argini artificiali e riduzione delle fasce di vegetazione ripariale.
- Captazioni idriche.
- Modesti fenomeni d'inquinamento delle acque, dovuti ad attività agricole e a scarichi civili.
- Possibili interventi di rimodellamento dell'alveo e di taglio della vegetazione ripariale.
- Possibile riduzione del pascolamento, nelle garighe a Santolina etrusca e nelle praterie.
- Presenza di specie alloctone (pesci, robinia).
- Transito di automezzi, con conseguenti disturbo/distruzione di nidiate e alterazione di habitat.
- Ipotesi di realizzazione di condotte idriche lungo estesi tratti del sito.
- Soprattutto nei tratti più a valle, forte presenza antropica nei mesi estivi (attività di balneazione).
- Fenomeni di erosione delle sponde.

I principali elementi di criticità esterni al sito sono:
- Captazioni e prelievi idrici nel bacino.
- Pratiche agricole intensive, nelle zone di pianura.
- Trasformazioni degli agroecosistemi, con progressivo aumento della frammentazione dell'habitat per le specie più sensibili legate a questi ambienti.

I principali obiettivi di conservazione da adottare sono:
1. Conservazione/ripristino della naturalità dell'alveo e della qualità delle acque (EE).
2. Mantenimento del mosaico vegetazionale costituito da praterie, garighe, boscaglie, ecc. (EE), ed eventuali interventi di riqualificazione della vegetazione ripariale (M).
3. Conservazione delle garighe a Santolina etrusca (E). d) Mantenimento di un deflusso minimo nei mesi estivi, mediante la progressiva riduzione di captazioni ed emungimenti (E)
4. Verifica dei livelli di naturalità dei popolamenti di pesci ed esecuzione di eventuali interventi di ripristino (M).
5. Programmi a medio e lungo termine di progressivo recupero/ampliamento dell'alveo, a scapito di aree coltivate all'interno o in prossimità delle aree di pertinenza fluviale (B).

Indicazioni per le misure di conservazione:
- Misure regolamentari tese a evitare interventi che favoriscano un aumento dell'artificialità e del carico antropico nel sito (ad esempio, la realizzazione di viabilità, ad uso non esclusivamente agricolo) (EE).
- Limitazione degli interventi di gestione della vegetazione in alveo e di regimazione idraulica a quelli strettamente necessari, per motivi di sicurezza, e definizione di un protocollo tecnico per l'esecuzione di tali interventi (valido anche per gli altri SIR con caratteristiche simili) (EE).
- Misure contrattuali per la progressiva riduzione delle attività agricole in aree di competenza fluviale, destinando tali aree, così come le praterie e le garighe, a un pascolamento controllato (E).
- Accordo di programma, tra tutti gli Enti, per l'utilizzo compatibile delle acque (E). - Pianificazione razionale (se possibile totale cessazione) delle immissioni di pesci a scopo alieutico (M).
- Controllo degli scarichi di rifiuti solidi in alveo (B). - Controllo del passaggio di veicoli in alveo (da consentire solo presso guadi ben definiti) (B).
- Interventi di rinaturalizzazione della vegetazione ripariale (B).

## Geomorfologia
La tipologia ambientale prevalente nel medio corso dell'Albegna è data dal corso d'acqua ad alveo ampio, a carattere torrentizio, con vegetazione pioniera dei greti sassosi e dei terrazzi fluviali; seminativi e pascoli contigui. Mosaici di vegetazione comprendenti anche garighe mediterranee ad elevata diversità ed in ottimo stato di conservazione. Altre tipologie ambientali rilevanti sono i boschi ripariali e altri boschi di latifoglie.

## Fauna
Il Medio Albegna è un sito di notevole importanza per la presenza di numerose specie ornitiche rare e minacciate legate agli alvei fluviali ed agli ambienti steppici, come Burhinus oedicnemus e Coracias garrulus. Da segnalare anche numerose specie di rapaci, come il lanario (Falco biarmicus), nidificante possibile, e il biancone (Circaetus gallicus), presumibilmente nidificante in zone boscate prossime al sito, che ha ottime potenzialità come area di caccia. Presenti anche l'occhione (Burhinus oedicnemus), nidificante, presumibilmente con buona consistenza numerica, l'averla cenerina (Lanius minor), nidificante; l'ortolano (Emberiza hortulana), segnalato come nidificante fino ai primi anni novanta, da confermare.
Tra i rettili sono presenti la testuggine d'acqua (Emys orbicularis).
Tra i mammiferi, la lontra (Lutra lutra) non è stata segnalata in anni recenti, verosimilmente estinta, mentre la lepre italica (Lepus corsicanus) è segnalata in aree prossime al sito dove la sua presenza è possibile.

## Flora
Per quanto riguarda la fitocenosi, sono presenti garighe alveali del basso corso dell'Albegna (Elicriso-Santolineti).